# Paradaemonia berlai
Paradaemonia berlai is een vlinder uit de familie nachtpauwogen (Saturniidae), onderfamilie Arsenurinae.
De wetenschappelijke naam van de soort is voor het eerst geldig gepubliceerd door Oiticica Filho in 1946.